# Districtes del Cantó de Lucerna

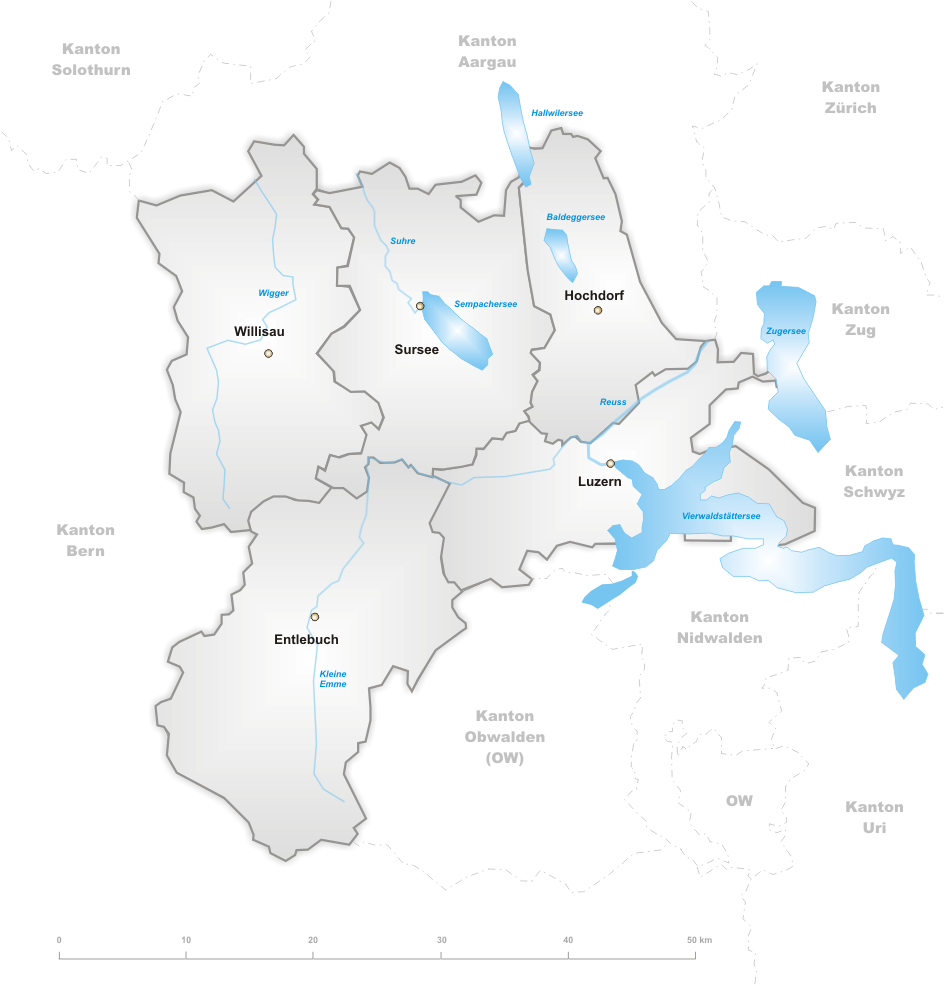
Districtes del Cantó de Lucerna

Els Districtes del Cantó de Lucerna (Suïssa) són 5 i agrupen els 96 municipis que té aquest cantó. Tots tenen l'alemany com a llengua oficial.
| Nom       | Capital    | Municipis | Població (2007) | Superfície (km²) | Densitat (hab./km²) |
| --------- | ---------- | --------- | --------------- | ---------------- | ------------------- |
| Entlebuch | Schüpfheim | 9         | 18346           | 410.21           | 44.72               |
| Hochdorf  | Hochdorf   | 20        | 63209           | 177.43           | 356.25              |
| Lucerna   | Lucerna    | 19        | 164271          | 216.72           | 757.99              |
| Sursee    | Sursee     | 24        | 66251           | 287.33           | 230.57              |
| Willisau  | Willisau   | 24        | 47033           | 337.42           | 139.39              |
| Total     |            | 96        | 359110          | 1429             | 251.28              |